# Pigna (Liguria)
Pigna – miejscowość i gmina we Włoszech, w regionie Liguria, w prowincji Imperia.
Według danych na rok 2004 gminę zamieszkiwało 935 osób, 17,6 os./km².